# Puy de l'Angle
Le puy de l'Angle est un sommet des monts Dore dans le Massif central, culminant à 1 740 m d'altitude, à la limite entre les communes de Chambon-sur-Lac et de Mont-Dore.
Une croix en fer est implantée à proximité de son sommet.

## Géographie

### Topographie
Le puy de l'Angle est un sommet situé à un peu plus de 5 km à vol d'oiseau vers le nord-nord-est du puy de Sancy, point culminant des monts Dore et du Massif central. Il est le sommet le plus élevé d'un massif dit « adventif » par les géologues, situé entre le col de la Croix Saint-Robert au sud et le col de la Croix-Morand au nord. Les autres sommets de cet ensemble sont le puy de Barbier (1 703 m), le puy de Monne (1 696 m) et le puy de la Tache (1 632 m).

### Géologie
Le massif adventif est un ensemble de dômes élevés de formation récente (300 000 ans) constitués de latite ou de shoshonite (appelée aussi « doreïte ») comme c'est le cas pour le puy de l'Angle. Ces dômes sont issus d'éruptions volcaniques violentes à peu près contemporaines à la formation du puy de Sancy lui-même. Celles-ci sont parmi les dernières de grande ampleur qu'ont connues les monts Dore (on fait exception du maar très récent du lac Pavin, très proche des monts Dore, et du puy de Montcineyre, également très proche).

## Activités

### Ascension
L'accès au sommet se fait par le GR 4 qui part de la route du col de la Croix Saint-Robert (1,7 km d'ascension, dénivelé : 300 m).
Depuis le col de la Croix-Morand (altitude 1 400 m), toujours par le GR 4, il faut compter 3,8 km pour 430 m de dénivelé.
L'ascension du puy de l'Angle peut également se faire depuis le centre-ville de Mont-Dore, avec 6 km et 750 m de dénivelé positif depuis les Thermes.
Le sommet du puy de l'Angle n'est pas accessible aux vélos ni aux véhicules terrestres.

### Course à pied
Le puy de l'Angle est une ascension qui figure au programme de plusieurs épreuves pédestres locales, notamment le trail Estival du Sancy et la Sancylienne, qui a pour site d'arrivée le sommet du puy.